# Cheilolejeunea georgensis
Cheilolejeunea georgensis là một loài Rêu trong họ Lejeuneaceae. Loài này được (S.W. Arnell) R.M. Schust. mô tả khoa học đầu tiên năm 1980.